# Tim Flowers
Timothy ("Tim") David Flowers (Kenilworth, 3 februari 1967) is een Engels voormalig betaald voetbaldoelman.

## Clubcarrière
Flowers speelde als doelman tussen 1984 en 2003 en kwam uit voor Blackburn Rovers, Wolverhampton Wanderers, Southampton FC, Swindon Town, Leicester City, Stockport County, Coventry City en Manchester City. In 1995 won Flowers op een sensationele wijze de Premier League met Blackburn Rovers.

## Interlandcarrière
Flowers speelde in totaal elf officiële interlands voor het Engels voetbalelftal. Hij maakte zijn debuut voor de nationale ploeg op 13 juni 1993, toen hij in Washington D.C. van bondscoach Graham Taylor in de basis mocht beginnen in de oefenwedstrijd tegen Brazilië (1-1). Zijn grote concurrent was David Seaman van Arsenal. In 2014 werd Flowers keeperstrainer bij Nottingham Forest, maar hij vertrok daar na een jaar weer.